# السماكية (الكرك)
السماكية هي قرية تقع في الشمال الشرقي من الكرك على مسافة حوالي 25 كم من مركز المحافظة، تتبع إلى لواء القصر. يحد القرية من الغرب بلدة القصر ومن الشرق وادي النخيلة والمعرجة ومن الجنوب قرية حمود ومن الشمال منطقة السنينة.

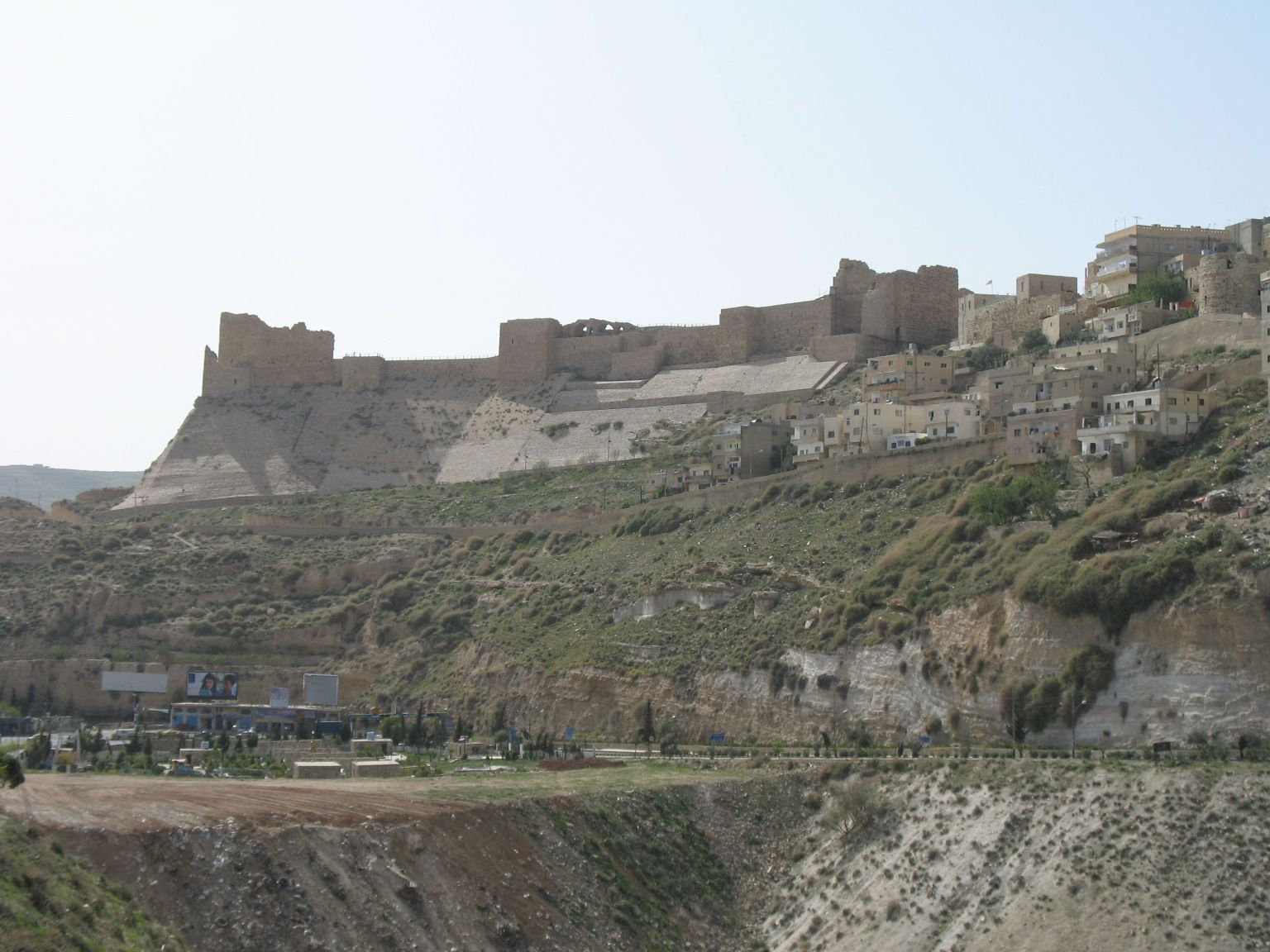
محافظة الكرك، الأردن

## السكان
يبلغ عدد السكان حوالي 2000 نسمة يشكلون حوالي 350 أسرة، يسكن في السماكية عشائر الحجازين والعكشة (الزيادين، النصراوين، العوابدة، المساعدة، البوالصة) حيث تشكل عشيرة الحجازين ثلثي سكان السماكية، تنتمي عشيرة الحجازين إلى طائفة اللاتين أما العكشة فينتمون إلي طائفة الروم الكاثوليك.
جزء كبير من سكان السماكية يعملون في الوظائف الحكومية والجيش والأجهزة الأمنية بالإضافة إلي العمل في الزراعة بشقيها النباتي والحيواني.
هناك تواجد لعدد كبير من آهل السماكية خارجها مثل الكرك وادر داخل محافظة الكرك ويتواجد عدد كبير أيضا في العاصمة عمان موزعين في مناطق: الهاشمي الشمالي، الأشرفية، طبربور، عمان الغربية، مرج الحمام، ماركا وفي أحياء مادبا، الزرقاء، العقبة والفحيص.
كذلك هناك جالية من أبناء السماكية خارج المملكة في الولايات المتحدة الأمريكية وعدد في كلا من أستراليا، كندا وإيطاليا كما يتواجد عدد من أهل السماكية في الضفة الغربية.

## المواقع الأثرية القريبة من السماكية
هناك عدة مواقع أثرية منها البالوع، المدينة، غنيم (السنينة) والدلالح.كما وتحتوي السماكية على العديد من الكهوف المغاور.

## سبب التسمية
هناك عدة روايات حول سبب التسمية نذكر منها: -
1. قديما سكنها قوم من بني سماك وهم بطن من القحطانية حيث ورد لدى الجزيري عندما مر للحج في المنطقة قافلة مصرية متجهة للحجاز ذكر أن هذه الأطراف يسكنها نفر من بني سماك.
2. طبيعة المنطقة الجغرافية لموقع القرية القديمة حيث أن طبيعتها تشبه شكل السمكة نظرا لوقوعها بين واديين.
3. نظرا لقرب القرية من سيل المعرجة (وادي السمك) الذي يتواجد فيه السمك الذي يتم اصطياده.
4. المعنى في اللغة العربية هو السماك والذي يعني العلو والسمو.

## بدايات قرية السماكية
تعود بدايات القرية إلي أواخر القرن التاسع عشر وبداية القرن العشرين، حيث كانت بداية السكن فيها تعود إلي عام 1901 بعد حرب الحمايل (العشائر) والتي انتصرت فيها عشيرة المجالي، وبالتالي أصبحت العشائر المسيحية حليفة لعشيرة المجالي، حيث شكلت هذه العشائر حماية للحدود الشرقية من غزو البدو.
كان يوجد في السماكية طائفة مسيحية واحدة هي اللاتين ويعود تاريخها إلى عام 1876 وهو تاريخ تأسيس رعية الكرك ومنها السماكية، وكانت عشائر الحجازين والعكشة يسكنون بيوت الشعر.
تقول المراجع التاريخية أن عشيرة الحجازين والعكشة قدموا من وادي الريحان في الحجاز ثم نزحوا نحو البتراء ووادي موسى ثم بعد ذلك إلى الكرك في سفح جبل شيحان. بعد ذلك كانت بداية الاستقرار والعمل على بناء القرية عام 1909 ولهذة البداية حكاية تقول أن المطران المتواجد في القدس حضر إلى مضارب الحجازين والعكشة ورفض شرب القهوة السادة وطلب منهم التجمع في خربة السماكية والاستقرار فيها وقد ذهب المطران إلي الشيخ قدر المجالي وقام بشراء الخربة مقابل مبلغ 70 مجيدي (العملة التركية آنذاك).
وكان أول بيت بني في القرية بيت خليل الصلاعين الحجازين في عام 1910 بعد ذلك بدأت بيوت القرية تتركب بعضها على بعض بشكل متلاصق وبدون تهوية أو شبابيك وذلك للتوفير في الحجر (الموالي) والذي كان ينقل بواسطة الدواب من مناطق بعيدة.
منذ ذلك التاريخ بدأت السماكية بالنمو والتوسع والتطور وقد بني أول منزل إسمنتي عام 1963 وهو منزل إبراهيم الزيادين.
تمتاز السماكية الحديثة بالمباني الحديثة والشوارع وخدمات المياه والإنارة والصحة والتعليم وتعتبر نسبة التعليم الجامعي والدراسات العليا مرتفعة نسبيا.

## مساهمة أبناء السماكية في الحياة العامة في المملكة
منذ بدايات السماكية وأبناؤها يساهمون بفعالية في الحياة والخدمة العامة، حيث كان منهم الوزراء والنواب والإداريين وكبار الضباط في الجيش والأجهزة الأمنية والقضاة.
ونذكر من الشخصيات العامة من أبناء السماكية:
1. سابا العكشة والذي خدم وزيرا في عدة حكومات منذ العام 1956 وكذلك نائبا في البرلمان لعدة دورات عن دائرة الكرك.
2. الدكتور يعقوب الزيادين مؤسس وأمين عام الحزب الشيوعي الأردني نائب عن مدينة القدس لعام 1956.
3. الدكتور فريد العكشة وزير الصحة في العام 1968.
4. الدكتور هاني حجازين عضو المجلس الاستشاري لعام 1984-1985 ونائب في البرلمان الأردني عن دائرة محافظة الكرك لدورة 1993-1997.
5. الدكتور رائد حجازين نائب في البرلمان الحالي عن الدائرة الثانية (لواء القصر) في محافظة الكرك.
6. السلك القضائي حيث عمل العديد من أبناء السماكية نذكر منهم جميل الزيادين، إبراهيم حجازين، عبد الله العكشة، يوسف المساعدة، هاني العكشة، إلياس العكشة، عادل حجازين.
7. موسى حجازين ممثل كوميدي إشتُهر بتمثيله الكوميديا الساخرة بدَّور سُمعة وأبو صقر. شارك بالعَديد من المسرحيات والمسلسلات الكوميدية.

ونذكر انه سقط عدد من أبناء السماكية شهداء في الحروب التي خاضها الجيش العربي الأردني في فلسطين منهم حنا النصراوين وحنا الزيادين وفي حروب عام 1967 و1968 منهم جميل حجازين وتوما حجازين، ,ومخائيل سالم البوالصة ويذكر التاريخ الحديث انه تم ترحيل عدد من أبناء السماكية إلي تركيا (الأناضول) إبان الحكم التركي ومنهم مخائيل حجازين، سليمان حجازين، روفائيل زيادين، حنا العوابدة، اسحق حجازين.

## الخدمات والدوائر الحكومية
- الصحة: هناك مركز صحي شامل وقد تأسست أول عيادة عام 1959.
- الحكم المحلي:

1. تأسس أول مجلس قروي عام 1967 وكان رئيسة يوسف العدايين الحجازين.
2. تأسس أول مجلس بلدي عام 1975 وكان رئيسة الأستاذ شاهر حجازين (أبو بشار) الذي تمت إعارته للبلدية من وزارة التربية والتعليم ليترأس المجلس، واستمرت المجالس البلدية بالعمل حتى عام 1999 حيث تم دمج مجلس قروي حمود ومجلس قروي الرشايدة مع المجلس البلدي في السماكية وكان رئيس المجلس بعد الدمج لويس يوسف حجازين وفي عام 2003 تم إلحاق البلدية مع بلدية شيحان وحاليا تتبع منطقة السماكية لبلدية شيحان (مركز لواء القصر).

- الطرق:

ترتبط السماكية بشبكة من الطرق تربطها مع المناطق المجاورة مثل القصر وحمود الرشايدة، وتمتاز بوجود شبكة من الطرق الداخلية الجيدة.أما الطرق الزراعية فهي موجودة لخدمة مناطق زراعة المحاصيل الحقلية وبعض البساتين ولكن معظمها بحاجة إلي صيانة وإعادة فتح وتعبيد.
- المياه:

كان يتم جلب المياه سابقا من سيل المعرجة وخربة البالوع إلي أن تم توصيل خط المياه إلي القرية عام 1965 بواسطة مؤسسة كير اللبنانية وفي عام 1970 تم حفر بئر ارتوازية شرق القرية.
- خدمة الكهرباء:

دخلت الكهرباء إلي القرية عام 1969 بواسطة دعم الإيطاليين، حيث كانت من أوائل القرى التي دخلتها الكهرباء في المحافظة.
- التربية والتعليم:

يوجد في السماكية مدرسة البطريركية اللاتينية الأساسية المختلطة تدرس حتى الصف الثامن الأساسي والطلاب الذين بصدد إكمال دراستهم يتوجهون إلي مدرسة حمود المجاورة أو مدرسة البطريركية اللاتينية في الوسية.و تعتبر مدرسة البطريركية اللاتينية في السماكية من أوائل المدارس والتي تعود إلي العام 1912، كما توجد في القرية مدرسة السماكية الثانوية الشاملة للبنات (حكومية) افتتحت عام 1988.
- خدمة البريد: دخلت خدمة البريد إلى القرية عام 1967.
- المجتمع المدني:

يوجد في السماكية جمعية السماكية الخيرية والتي تأسست عام 1962 ويتبع للجمعية حاليا حضانة أطفال أنشئت عام 1994 ويوجد في القرية فرقة السماكية للفنون الشعبية وفرقة كشافة تابعة لكنيسة اللاتين.
وفي عام 1990 تم تأسيس جمعية روابي مؤاب التعاونية للمنفعة المتبادلة لينضوي تحت لوائها أبناء عشائر آل حجازين داخل وخارج المملكة وتمتلك الجمعية حاليا قاعة للمناسبات في منطقة طبربور في العاصمة عمان.
- دور العبادة:

يوجد في القرية كنيستان هما كنيسة اللاتين وقد بنيت الكنيسة في عام 1909 وتعتبر من المباني التراثية في القرية لكونها نموذجا معماريا على مستوى الكرك، وقبل بناء الكنيسة كان الكهنة يقيمون القداديس والصلوات في مضارب العشيرة، وقد توالى على خدمة الرعية قبل وبعد بناء الكنيسة ما يقرب من 28 كاهنا من جنسيات مختلفة منها الأردنية والفلسطينية واللبنانية والألمانية والإيطالية. وكنيسة الروم الكاثوليك التي بنيت عام 1935، وقد توالى على خدمة الكنيسة والرعية ثمانية كهنة.
- المناخ: تمتاز المملكة بمناخ البحر الأبيض المتوسط والذي بدورة يؤثر على السماكية أي أن الطقس حار جاف صيفا ماطر معتدل شتاء.
- الواقع الزراعي في السماكية:

السماكية قرية زراعية من الطراز الأول حيث كان أهلها منذ البداية يعملون في القطاع الزراعي بشقية النباتي والحيواني، كما يمتاز أهالي السماكية حاليا بزراعة آلاف الدونمات من المحاصيل الحقلية خاصة القمح وللعلم فان أهالي السماكية يمتلكون مساحات واسعة من الأراضي التي تصلح لزراعة المحاصيل الحقلية وهذه الأراضي تقع ضمن أحواض تابعة لقرى القصر، السنينة، حمود، الجدعا، امرع، الروضة وادر بالإضافة لأحواض قرية السماكية.
- الإحصاءات الزراعية عن السماكية:

1. المساحة الكلية 2994 دونم.
2. مساحة الأراضي الزراعية 2490 دونم.
3. المساحة المزروعة أشجار مثمرة 975 دونم
4. أعداد الظان 4950 رأس
5. أعداد الماعز 1670 رأس
6. عدد مزارع الدجاج اللاحم واحدة بسعة 5000 طير
7. عدد السود والحفائر واحد (عمل بواسطة المشروع)
8. عدد الآبار الارتوازية واحد

- الآليات الزراعية:

يوجد في السماكية 15 جرار زراعي لخدمة أراضي المحاصيل ملحق بها المحاريث المختلفة ووسائل نقل الحبوب والقش (الترولات) ودراسة واحدة.
- المشاريع الزراعية:

أولا: مشروع إدارة المصادر الزراعية / المرحلة الأولى
- المشاريع الجديدة:

بلغت المساحة المشمولة ضمن نشاطات المشروع للمرحلة الأولى حوالي 415 دونم. كما بلغ عدد الآبار للمشاريع السابقة والبساتين القائمة 8 آبار بحجم 240 م مكعب.
- التنمية الريفية:

بلغ عدد السيدات المستفيدات من نشاط التنمية الريفية حوالي 20 سيدة قمن بالتدرب على نشاطات مختلفة وحصلن على قروض وإقامة مشاريع صغيرة مدرة للدخل (خاصة مشاريع تصنيع منتجات الألبان).
ولكون أعداد الثروة الحيوانية في تناقص يقوم معظم أهالي القرية حاليا بشراء الحليب في موسم الحليب من البدو الرحل الذين يقيمون حول القرية في هذا الموسم وبعض مربي الماشية من القرى المجاورة ويتم التركيز على صناعة الجميد والسمن البلدي.
- برنامج إعادة تأهيل البساتين:

تم شمول ما مساحتة 32 دونم من البساتين القديمة ضمن هذا النشاط.
- مشروع تطوير الأراضي المرتفعة:

تم تطوير ما مساحتة حوالي 300 دونم من الأراضي من خلال نشاطات مشروع التطوير.
- مشاريع مديرية الحراج:

يوجد بالقرب من القرية مشروع تحريج السنينة والبالغة مساحتة حوالي 9000 دونم وهناك مشروع تحريج جوانب الطرق بطول 5 كم على الجانبين ما بين السماكية والقصر.
- الزراعات المروية:

يمتلك بعض أهالي القرية قطع أراضي تقع ضمن المنطقة المروية في وادي الموجب حيث يقومون بزراعة الخضراوات المختلفة تحت الري.